# ムシナミニルセリンムシナミニダーゼ
ムシナミニルセリンムシナミニダーゼ(Mucinaminylserine mucinaminidase、EC 3.2.1.110)は、以下の化学反応を触媒する酵素である。
D-ガラクトシル-3-(N-アセチル-β-D-ガラクトサミニル)-L-セリン + 水{\displaystyle \rightleftharpoons }D-ガラクトシル-3-N-アセチル-β-D-ガラクトサミン + L-セリン
従って、この酵素の2つの基質はD-ガラクトシル-3-(N-アセチル-β-D-ガラクトサミニル)-L-セリンと水、2つの生成物はD-ガラクトシル-3-N-アセチル-β-D-ガラクトサミンとL-セリンである。
この酵素は、加水分解酵素、特にO-およびS-グリコシル化合物加水分解酵素に分類される。系統名は、D-ガラクトシル-3-(N-アセチル-β-D-ガラクトサミニル)-L-セリン ムシナミノヒドロラーゼである。その他よく用いられる名前に、endo-alpha-N-acetylgalactosaminidase、endo-alpha-N-acetyl-D-galactosaminidase.等がある。